# Iglesia Presbiteriana en el Paraguay
La Iglesia Presbiteriana en el Paraguay (IPP) es una denominación Reformada confesional calvinista fundada en el Paraguay en 1969 por misioneros de la Iglesia Presbiteriana de Brasil. Hoy, la iglesia tiene congregaciones en varias regiones de Paraguay y mantiene relaciones fraternales con la Iglesia Presbiteriana de Brasil.

## Historia
La Iglesia Presbiteriana en Paraguay se inició como una obra misionera de la Iglesia Presbiteriana de Brasil en Paraguay. El primer misionero fue Evandro Luis da Silva, quien llegó a Paraguay a fines de la década de 1960. Realizó el primer servicio presbiteriano en Concepción, que entonces era la segunda ciudad más grande de Paraguay. Se convirtieron nuevos miembros y la obra comenzó a desarrollarse sostenidamente.
En la década de 1990, muchos otros pastores brasileños, enviados por la JME, se unieron a los paraguayos para continuar la misión en Paraguay: el Rev. Dário Pereira (Concepción), el Rev. Gilberto Botelho (Concepción), el Rev. Everton Tavares (Concepción), Rev. Cornelio Castro (San Lorenzo) y el Rev. Francisco Moura da Silva (Concepción y Lambaré/Asunción). A mediados de la segunda década de 1990 (en 1996) comenzó una nueva etapa de la misión, el Rev. Francisco Moura da Silva, junto con su esposa, Elisama de Morais Silva (misioneros JME-APMT) fundaron la primera escuela presbiteriana en Paraguay, la Escuela Educativa Ebenezer. Centro, bajo resolución oficial 2932/98, colegio número 15123, Ministerio de Educación y Cultura del Paraguay, en la confluencia de la ciudad de Lambaré-Asunción. Este trabajo tuvo un efecto catalizador en la apertura de nuevas escuelas en el resto del país.
La iglesia fue fundada en 1969. La responsabilidad de la iglesia estuvo inicialmente a cargo de los misioneros brasileños y permaneció así hasta mediados de la década de 1980. En 1984, dos pastores nacionales (Silas Augusto Tscherne y Sebastião Silvestre) fueron capacitados en Campinas y pudieron asumir este trabajo. La denominación es totalmente independiente de los presbiterianos brasileños, sin embargo, se establecieron relaciones de iglesias hermanas entre la Iglesia Presbiteriana de Paraguay y la Iglesia Presbiteriana de Brasil. Los idiomas oficiales adoptados en el culto son: español y guaraní. La Iglesia Presbiteriana en Paraguay tenía 200 miembros en 5 congregaciones y 5 reuniones familiares para estudios bíblicos en 2004.
En 2016, la denominación ya constaba de 8 iglesias y congregaciones, con 250 miembros comulgantes repartidos por todo el país.

## Actualidad
La iglesia cuenta actualmente con seis congregaciones y varias reuniones familiares para estudios bíblicos, seis pastores ordenados: Rev. Marcos Vieira, Rev. Francisco Villalba, Rev. Buenaventura Giménez, Rev. Flavio Sousa, Rev. Eologio Giménez y Rev. Marcos Machado. Como la iglesia es el resultado de las misiones de una iglesia conservadora, adopta la misma posición con respecto a la ordenación, admitiendo solo miembros masculinos como candidatos para el ministerio. Así que no hay mujeres en los oficios de anciano, diácono o ministro.
La iglesia mantiene el Instituto Presbiteriano de Paraguay – Brasil, y realiza varios esfuerzos misioneros en Paraguay, la divulgación más reciente es en la Iglesia Presbiteriana de Pedro Juan Caballero. Ella tiene congregaciones en Santa Rita, Concepción, San Lorenzo, Belén y Asunción. A fines de 2013, se inauguró una nueva iglesia en Asconción.
La Agencia Presbiteriana de Misiones Transculturales (Brasil) todavía envía misioneros al país y apoya a la iglesia paraguaya, también existe un Seminario Presbiteriano en Paraguay.

## Teología
La iglesia es parte de la familia de la Iglesia Reformada, basándose en las enseñanzas de Juan Calvino y el reformador escocés John Knox. El presbiterianismo tuvo gran influencia en el desarrollo de la democracia, por lo que la Iglesia Presbiteriana en Paraguay tiene un gobierno eclesiástico representativo.
La iglesia se suscribe a: el Credo de los Apóstoles, Confesión de Fe de Westminster, Catecismo Mayor de Westminster y Catecismo Menor de Westminster.